# Система управления реляционным потоком данных
Система управления реляционными потоками данных (англ. — relational data stream management system (RDSMS))  — это распределенная система управления потоками данных в памяти (data stream management system (DSMS)) которая предназначена для использования SQL-запросов, совместимых со стандартами, для обработки неструктурированных и структурированных потоков данных в режиме реального времени. В отличие от SQL-запросов выполняемых в традиционной RDBMS, которые возвращают результат и завершают работу, SQL-запросы, выполняемые в RDSMS, не завершаются, генерируя результаты непрерывно по мере поступления новых данных. Непрерывные SQL-запросы в RDSMS используют функцию SQL Window для анализа, соединения и агрегации потоков данных по фиксированным или скользящим окнам.

## Примеры запросов RDSMS SQL
Непрерывные SQL-запросы в RDSMS соответствуют стандартам ANSI SQL. Наиболее распространенный RDSMS SQL-запрос выполняется с помощью декларативной инструкции SELECT. Непрерывный запрос SELECT работает с данными через один или несколько потоков данных с необязательными ключевыми словами и предложениями, которые включают FROM с дополнительным подвыражением JOIN, что бы указать правила для объединения нескольких потоков данных, предложение WHERE и предикат сравнения для ограничения записей, возвращаемых в запросе, GROUP BY для проецирования , HAVING для фильтрации записей в результате GROUP BY и ORDER BY для сортировки результатов.
Ниже приведен пример агрегации непрерывного потока данных с использованием запроса SELECT, который объединяет поток датчиков от метеорологической станции. SELECT запрос агрегирует минимальные, максимальные и средние значения температуры за один период времени, возвращая непрерывный поток агрегированных результатов с интервалом в одну секунду.
```
SELECT
 
STREAM

    
FLOOR
(
WEATHERSTREAM
.
ROWTIME
 
to
 
SECOND
)
 
AS
 
FLOOR_SECOND
,

    
MIN
(
TEMP
)
 
AS
 
MIN_TEMP
,

    
MAX
(
TEMP
)
 
AS
 
MAX_TEMP
,

    
AVG
(
TEMP
)
 
AS
 
AVG_TEMP

FROM
 
WEATHERSTREAM

GROUP
 
BY
 
FLOOR
(
WEATHERSTREAM
.
ROWTIME
 
TO
 
SECOND
);

```

SQL-запросы RDSMS также работают с потоками данных с течением времени или с окнами на основе строк. В приведенном примере показан второй непрерывный SQL-запрос с использованием предложения WINDOW с длительностью в одну секунду. Предложение WINDOW изменяет поведение запроса, чтобы вывести результат для каждой новой записи по мере ее поступления. Следовательно, вывод - это поток обновляемых по отдельности результатов с нулевой задержкой результата.
```
SELECT
 
STREAM

    
ROWTIME
,

    
MIN
(
TEMP
)
 
OVER
 
W1
 
AS
 
WMIN_TEMP
,

    
MAX
(
TEMP
)
 
OVER
 
W1
 
AS
 
WMAX_TEMP
,

    
AVG
(
TEMP
)
 
OVER
 
W1
 
AS
 
WAVG_TEMP

FROM
 
WEATHERSTREAM

WINDOW
 
W1
 
AS
 
(
 
RANGE
 
INTERVAL
 
'1'
 
SECOND
 
PRECEDING
 
);

```

## Ключевое слово STREAM и принцип потоковой обработки SQL
Расширение SQLstream для SQL использует ключевое слово STREAM, чтобы разрешать запросы к потокам или смеси потоков и сохраненных отношений.
Основой потокового SQL является ключевое слово STREAM, которое сообщает системе о вычислении временного дифференциала отношения. Разница во времени отношения - это изменение отношения по времени. Потоковый запрос вычисляет изменение отношения по времени или изменение выражения, вычисленного из нескольких отношений.
Давайте предположим, что у нас есть некоторый способ контролировать строки, которые вставляются в OrdersTable, так что мы можем видеть каждый раз, когда новая таблица добавляется в таблицу. Теперь мы можем описать этот объект как поток, который обновляется в момент размещения каждого заказа. (Мы будем называть этот поток Orders_Stream.) В реальном мире этот поток может быть заполнен файлом журнала, который постоянно записывается, датчиком, который постоянно испускает данные, цена акций, которая продолжает изменяться, и так далее. Хотя потоковые запросы во многих отношениях похожи на «традиционные» запросы, потоковые запросы продолжают выполняться после извлечения их первоначальных результатов. Чтобы запросить поток, мы используем ключевое слово STREAM:
SELECT STREAM * FROM OrdersStream;
Если мы начнем выполнение этого запроса в 10:00, он будет он будет добавлять заказы по мере их поступления пока не завершится поток. 
| ROWTIME  | orderID | custName  | product | quantity |
| -------- | ------- | --------- | ------- | -------- |
| 10:00:00 | 100     | Ivy Black | Rice    | 6        |
| 10:05:00 | 101     | John Base | Butter  | 4        |

В 10:15 запрос все еще выполняется, обрабатывая поступающие заказы:
| ROWTIME  | orderID | custName  | product | quantity |
| -------- | ------- | --------- | ------- | -------- |
| 10:00:00 | 100     | Ivy Black | Rice    | 6        |
| 10:05:00 | 101     | John Base | Butter  | 4        |
| 10:15:00 | 102     | Chris Nes | Apples  | 5        |

Здесь система говорит: «В 10:15:00 я выполнил запрос SELECT STREAM * FROM OrdersStream и нашел одну строку в результате, который отсутствовал в 10:14:59.999». Он генерирует строку со значением 10:15:00 в столбце ROWTIME, потому что именно тогда появилась строка. Это основная идея потока: отношение, которое постоянно обновляется. (Столбец ROWTIME имеет решающее значение для потоков, потому что все потоки зависят от введенных строк времени.)